# ريو غراندي تييرا ديل فويغو (مدينة)
ريو غراندي، تييرا ديل فويغو (بالإسبانية: Río Grande, Tierra del Fuego)‏ هي منطقة سكنية تقع في الأرجنتين في محافظة أرض النار وأنتاركتيكا وجزر جنوب المحيط الأطلسي.[بحاجة لمصدر] يقدر عدد سكانها بـ 67,038 نسمة ومساحتها 12,181 كم2 وترتفع عن سطح البحر 0 متر.

## المناخ
يظهر الجدول التالي التغييرات المناخية على مدار السنة لريو غراندي، تييرا ديل فويغو:
| البيانات المناخية لـريو غراندي، تييرا ديل فويغو                             | البيانات المناخية لـريو غراندي، تييرا ديل فويغو | البيانات المناخية لـريو غراندي، تييرا ديل فويغو | البيانات المناخية لـريو غراندي، تييرا ديل فويغو | البيانات المناخية لـريو غراندي، تييرا ديل فويغو | البيانات المناخية لـريو غراندي، تييرا ديل فويغو | البيانات المناخية لـريو غراندي، تييرا ديل فويغو | البيانات المناخية لـريو غراندي، تييرا ديل فويغو | البيانات المناخية لـريو غراندي، تييرا ديل فويغو | البيانات المناخية لـريو غراندي، تييرا ديل فويغو | البيانات المناخية لـريو غراندي، تييرا ديل فويغو | البيانات المناخية لـريو غراندي، تييرا ديل فويغو | البيانات المناخية لـريو غراندي، تييرا ديل فويغو | البيانات المناخية لـريو غراندي، تييرا ديل فويغو |
| الشهر                                                                       | يناير                                           | فبراير                                          | مارس                                            | أبريل                                           | مايو                                            | يونيو                                           | يوليو                                           | أغسطس                                           | سبتمبر                                          | أكتوبر                                          | نوفمبر                                          | ديسمبر                                          | المعدل السنوي                                   |
| --------------------------------------------------------------------------- | ----------------------------------------------- | ----------------------------------------------- | ----------------------------------------------- | ----------------------------------------------- | ----------------------------------------------- | ----------------------------------------------- | ----------------------------------------------- | ----------------------------------------------- | ----------------------------------------------- | ----------------------------------------------- | ----------------------------------------------- | ----------------------------------------------- | ----------------------------------------------- |
| الدرجة القصوى °م (°ف)                                                       | 27.5 (81.5)                                     | 30.8 (87.4)                                     | 27.0 (80.6)                                     | 23.0 (73.4)                                     | 15.4 (59.7)                                     | 13.5 (56.3)                                     | 11.6 (52.9)                                     | 12.8 (55.0)                                     | 17.5 (63.5)                                     | 21.0 (69.8)                                     | 23.4 (74.1)                                     | 24.8 (76.6)                                     | 30.8 (87.4)                                     |
| متوسط درجة الحرارة الكبرى °م (°ف)                                           | 16.1 (61.0)                                     | 15.7 (60.3)                                     | 13.5 (56.3)                                     | 10.5 (50.9)                                     | 6.5 (43.7)                                      | 3.1 (37.6)                                      | 3.0 (37.4)                                      | 5.2 (41.4)                                      | 8.3 (46.9)                                      | 11.4 (52.5)                                     | 13.4 (56.1)                                     | 15.1 (59.2)                                     | 10.2 (50.4)                                     |
| المتوسط اليومي °م (°ف)                                                      | 10.9 (51.6)                                     | 10.3 (50.5)                                     | 8.1 (46.6)                                      | 5.5 (41.9)                                      | 2.6 (36.7)                                      | −0.1 (31.8)                                     | −0.2 (31.6)                                     | 1.4 (34.5)                                      | 3.5 (38.3)                                      | 6.2 (43.2)                                      | 8.4 (47.1)                                      | 10.0 (50.0)                                     | 5.6 (42.1)                                      |
| متوسط درجة الحرارة الصغرى °م (°ف)                                           | 5.7 (42.3)                                      | 5.4 (41.7)                                      | 3.5 (38.3)                                      | 1.6 (34.9)                                      | −0.8 (30.6)                                     | −3.2 (26.2)                                     | −3.1 (26.4)                                     | −1.7 (28.9)                                     | −0.2 (31.6)                                     | 1.6 (34.9)                                      | 3.3 (37.9)                                      | 4.8 (40.6)                                      | 1.4 (34.5)                                      |
| أدنى درجة حرارة °م (°ف)                                                     | −5.1 (22.8)                                     | −6.0 (21.2)                                     | −8.2 (17.2)                                     | −13.2 (8.2)                                     | −13.1 (8.4)                                     | −20.0 (−4.0)                                    | −22.2 (−8.0)                                    | −14.9 (5.2)                                     | −10.7 (12.7)                                    | −8.2 (17.2)                                     | −6.6 (20.1)                                     | −5.5 (22.1)                                     | −22.2 (−8.0)                                    |
| الهطول مم (إنش)                                                             | 36.0 (1.42)                                     | 29.7 (1.17)                                     | 27.2 (1.07)                                     | 28.8 (1.13)                                     | 29.4 (1.16)                                     | 26.7 (1.05)                                     | 23.9 (0.94)                                     | 20.7 (0.81)                                     | 17.1 (0.67)                                     | 18.5 (0.73)                                     | 27.0 (1.06)                                     | 36.0 (1.42)                                     | 321.0 (12.64)                                   |
| متوسط أيام هطول الأمطار (≥ 0.1 mm)                                          | 12.4                                            | 10.9                                            | 9.9                                             | 9.8                                             | 9.9                                             | 8.0                                             | 7.6                                             | 7.6                                             | 7.9                                             | 7.8                                             | 9.2                                             | 11.3                                            | 112.3                                           |
| متوسط الرطوبة النسبية (%)                                                   | 72.7                                            | 74.6                                            | 77.8                                            | 82.4                                            | 86.0                                            | 87.7                                            | 86.5                                            | 84.5                                            | 79.5                                            | 73.8                                            | 70.0                                            | 70.6                                            | 78.8                                            |
| ساعات سطوع الشمس الشهرية                                                    | 170.5                                           | 175.2                                           | 155.0                                           | 114.0                                           | 77.5                                            | 84.0                                            | 86.8                                            | 114.7                                           | 147.0                                           | 186.0                                           | 186.0                                           | 192.2                                           | 1٬688٫9                                         |
| نسبة وصول أشعة الشمس                                                        | 33                                              | 43                                              | 40                                              | 36                                              | 29                                              | 37                                              | 35                                              | 39                                              | 42                                              | 44                                              | 39                                              | 36                                              | 37.8                                            |
| المصدر #1: Servicio Meteorológico Nacional                                  |                                                 |                                                 |                                                 |                                                 |                                                 |                                                 |                                                 |                                                 |                                                 |                                                 |                                                 |                                                 |                                                 |
| المصدر #2: Secretaria de Mineria (extremes and sun 1941–1950 and 1971–1990) |                                                 |                                                 |                                                 |                                                 |                                                 |                                                 |                                                 |                                                 |                                                 |                                                 |                                                 |                                                 |                                                 |

## توأمة
لريو غراندي، تييرا ديل فويغو (مدينة) اتفاقيات توأمة مع كل من:
- كولون
- بونتا أريناس